# Armando Torres
Pour les articles homonymes, voir Torres.
Armando Torres est un ancien joueur et entraîneur portoricain de basket-ball.

## Palmarès
Joueur
- 3e des Jeux panaméricains 1963

Entraîneur
- Finaliste du championnat des Amériques 1988